# Костеничи
Костеничи — село в Суражском районе Брянской области в составе Лопазненского сельского поселения.

## География
Находится в центральной части Брянской области на расстоянии приблизительно 17 километров на восток-северо-восток по прямой от районного центра города Сураж.

## История
Упоминалось с 1604 года уже как село, в первой половине XVII века принадлежало Абрамовичу, затем до 1693 — владение мглинской ратуши, позднее — Романовских, Губчицев, Шкляревичей и других, частично казацкое поселение. В сентябре-октябре 1708 года здесь располагалась временная резиденция шведского короля Карла XII. Со второй половины XVII века по 1781 год село входило в Мглинскую сотню Стародубского полка. В XX веке работали колхозы «Верный путь», «Красный гай», «Красный боевик». 
В 1859 году здесь (село Мглинского уезда Черниговской губернии) учтено было 166 дворов, в 1892—203.

## Население
Численность населения: 1260 человек (1859), 1101 (1892), 425 (русские — 97 процентов) в 2002 году, 302 — в 2010.